# 新鎌谷車站

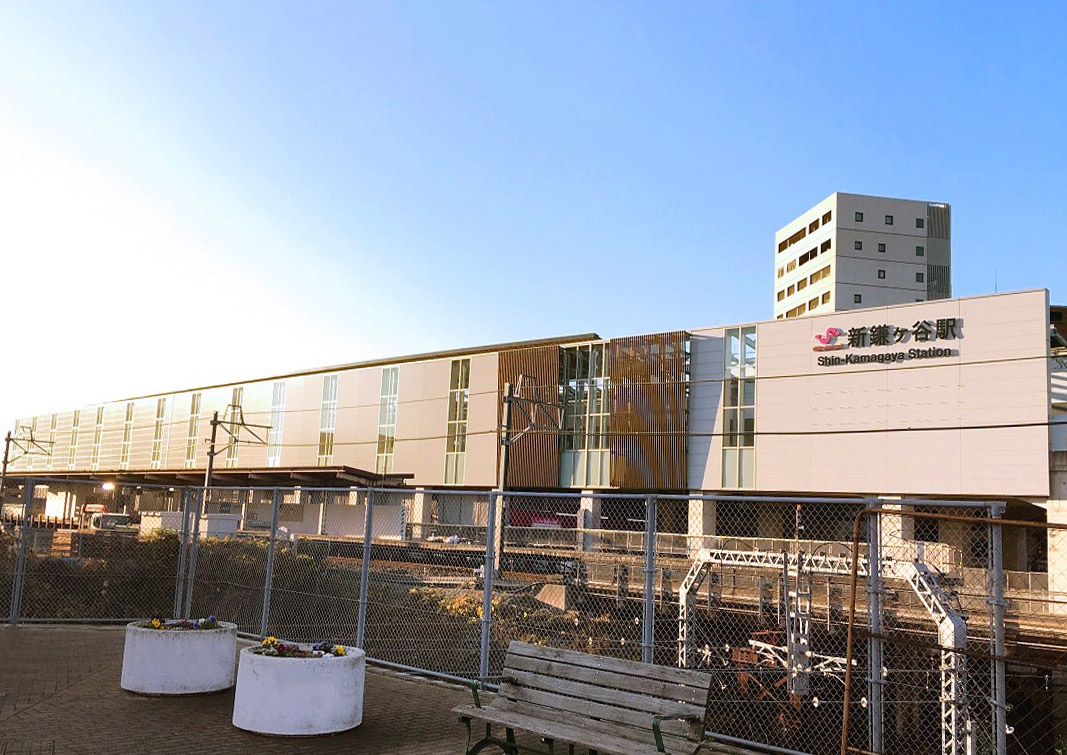
車站南側 新京成電鐵站舍（2019年12月8日）

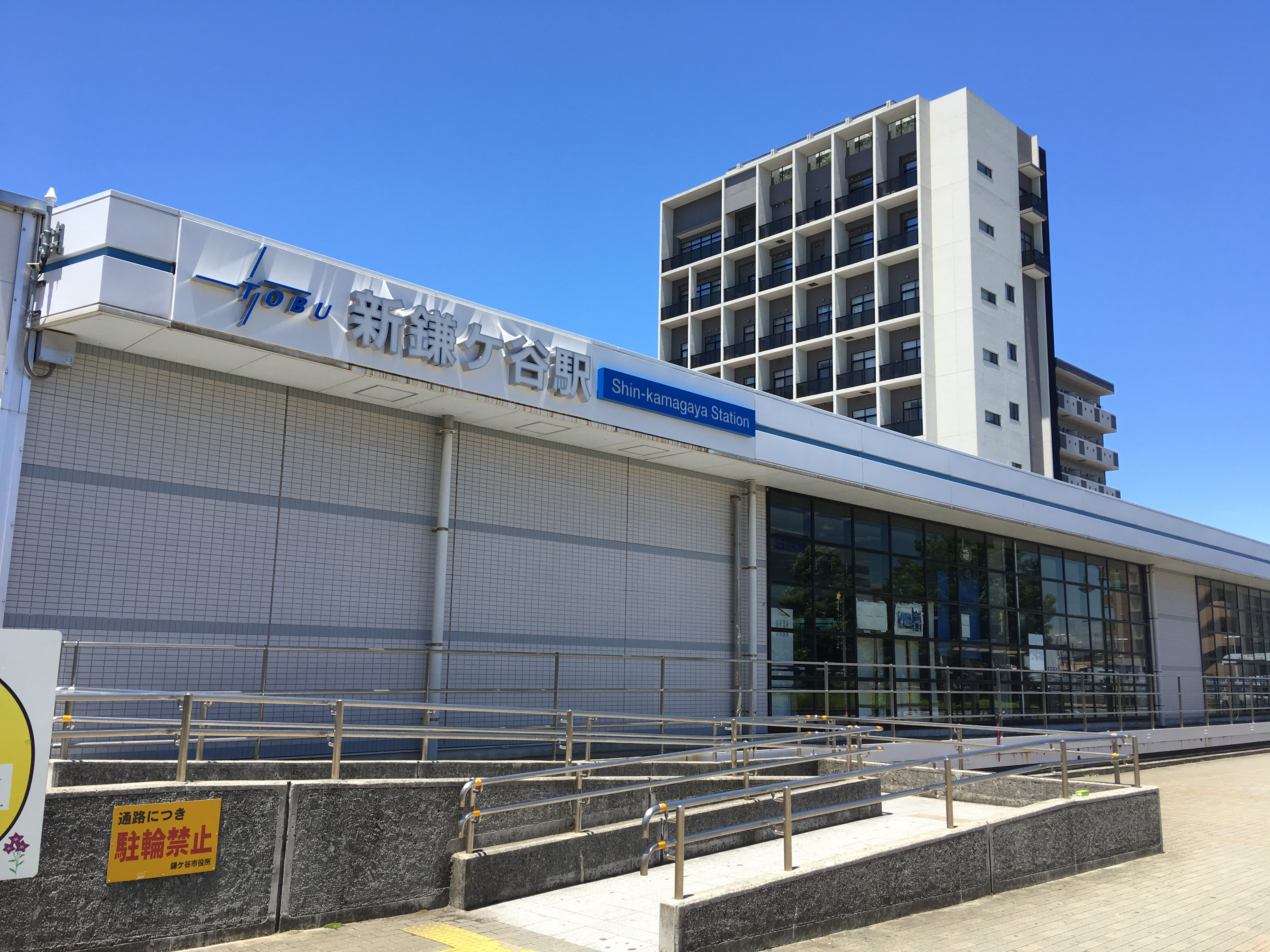
東口側 東武鐵道站舍（2019年6月16日）

新鎌谷車站（日语：／ Shin-kamagaya eki */?）是位於日本千葉縣鎌谷市新鎌谷，是北總鐵道、京成電鐵、東武鐵道的鐵路車站。是鎌谷市內唯一的轉乘站，所有通過市內的鐵路線都停靠此站。
過去都營新宿線有延伸本站的計畫，但已在2010年（平成22年）廢止。

## 簡介
過去東武野田線與新京成線（后来的松戶線）沒有在交會點附近設立車站，兩路線上最接近的兩個車站——東武的鎌谷與新京成的初富之間有1公里的距離，導致轉車困難。直到1991年時北總線（當時稱為北總、公團線）第二期京成高砂～新鎌谷之間路段通車後，北總、公團線新鎌谷車站啟用。1年後1992年新京成線與北總線廢除直通運轉，新京成車站啟用。
1989年，東武在野田線與新京成線交會處附近設置「新鎌谷信號所」。在地方公共團體出資下，東武於1999年增設野田線新鎌谷站。
北總線月台在1979年通車時就規劃為2面4線，1991年本站啟用時僅使用北側的1面2線，南側月台長期放置。之後考慮到成田Sky Access線所帶來的輸送力，2007年啟用南側月台。
2010年7月17日，京成電鐵的成田機場線（日语：成田空港線，開發初期原名「成田新高速鐵道」）通車，與北總鐵道共用月台設施，使得新鎌谷從原本的三家業者增加成四家業者共用的車站。新鎌谷是成田機場線次快列車「Access特快」（アクセス特急）的停車站之一。配合停靠班次的增加，北總線月台南側增建一座京成電鐵專用的島式月台，成為2座月台4條路線的配置。2025年4月1日，随着新京成电铁并入京成电铁，新鐮谷再次成为三家業者共用。

## 歷史

### 設站前
- 1923年（大正12年）12月27日 - 北總鐵道船橋線（今日的東武鐵道野田線）船橋～柏之間路段通車。
- 1955年（昭和30年）4月21日 - 新京成線鎌谷初富車站（鎌ヶ谷初富駅，也就是今日的初富車站）～松戶間路段通車，野田線與新京成線互相交叉。
- 1979年（昭和54年）3月9日 - 北總開發鐵道北總線（之後改稱北總、公團線，也就是今日的北總鐵道北總線）北初富～小室間路段（北總線第一期）通車。在北總線通車初期，必須借道新京成電鐵的路線接駁至松戶車站。當時的新鎌谷僅是一個位於三條鐵路交叉點附近的信號所。

### 設站後
- 1991年（平成3年）3月31日 - 北總、公團線京成高砂～新鎌谷之間路段（北總線第二期）通車，北總、公團線新鎌谷車站啟用[2]。
- 1992年（平成4年）7月8日 - 新京成電鐵新鎌谷車站啟用，開始與北總、公團線的轉乘業務，同時設置連絡檢票口。配合新站啟用，北總與新京成電鐵中止相互直通運轉，並廢除本站與北初富間的連絡線。之後拆除連絡線高架橋，並將部分轉作4號線延伸出來的保線基地。
- 1999年（平成11年）11月25日 - 東武野田線上的新鎌谷車站啟用[3]。
- 2004年（平成16年）2月22日 - 新京成線啟動鎌谷市內的高架化工程，本站啟用臨時線與臨時月台。
- 2006年（平成18年）3月5日 - 北總線與新京成線之間的轉車用檢票口引進可以一次投入兩枚車票的新型自動檢票機。
- 2007年（平成19年）
  - 7月28日 - 配合成田新高速鐵道的施工，北總線的站體開始進行改良工程，並將北總線、新京成線轉車用檢票口移設他處。
  - 11月10日 - 北總線月台增加1面。同時北總線月台從1面2線改成2面2線。
- 2008年（平成20年）7月28日 - 東武野田線月台啟用發車音樂。
- 2009年（平成21年）2月26日 - 東武野田線發車音樂改為《鬥士讚歌（日语：ファイターズ讃歌）》。
- 2010年（平成22年） - 成田新高速鐵路啟用，北總線與京成電鐵共用車站。本站成為「Access特急」停靠站。同時北總線月台從2面2線改為2面4線構造。
- 2017年（平成29年）10月21日 - 新京成線下行月台高架化[4][5]。
- 2019年度 - 預定完成新京成線上型月台高架化[4]。

## 車站結構
北總線、京成成田機場線是高架車站，松戶線是地面車站（正在進行高架化工程），兩站體並列因此轉乘容易。東武野田線是在土塹中，位於北總線、松戶線車站東側，轉乘距離稍遠。各線檢票口在同一平面上，高架下空間是商店與轉乘通道。
所有站區都可使用docomo Wi-Fi與Wi2公共無線網路服務。

### 北總鐵道、京成電鐵
本站是島式月台2面4線高架車站，站房在高架下，月台設有電扶梯、電梯與候車室。
2007年11月改建為2面4線（待避站）後，本站可進行待避與緩急接續。
2010年7月17日起，京成電鐵運行的Access特急停靠本站，從此本站共有四間公司提供服務。
由於是北總鐵道管轄站。因此車站編號採用北總的HS08。車站外觀雖然僅顯示北總鐵道，但在剪票口等指標會以「北總線、成田Sky Access線」表示。
站內北總鐵道的售票機可購入新京成線的車票以及經京成高砂站的京成線連絡車票。

#### 月台配置
| 月台 | 路線                    | 方向 | 目的地                                                                    |
| ---- | ----------------------- | ---- | ------------------------------------------------------------------------- |
| 1、2 | 北總線 成田Sky Access線 | 上行 | 東松戶、高砂、押上、上野、淺草、日本橋、 西馬込、品川、羽田機場、橫濱方向 |
| 3、4 | 北總線 成田Sky Access線 | 下行 | 千葉新城中央、印西牧原、 印旛日本醫大、成田機場方向                       |

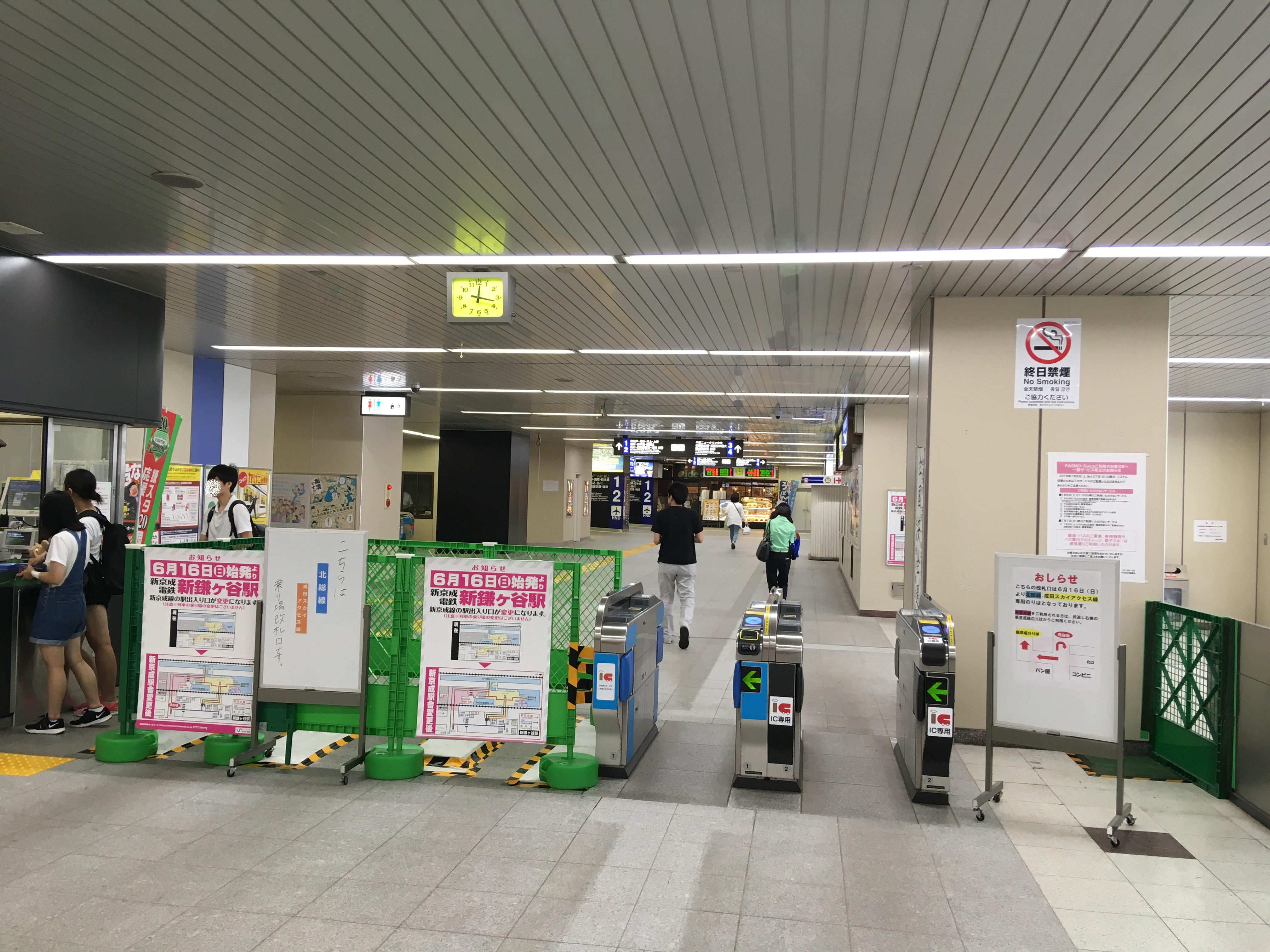
北總、京成閘口 伴隨北總線單獨使用化新京成線閘口關閉（2019年6月16日）
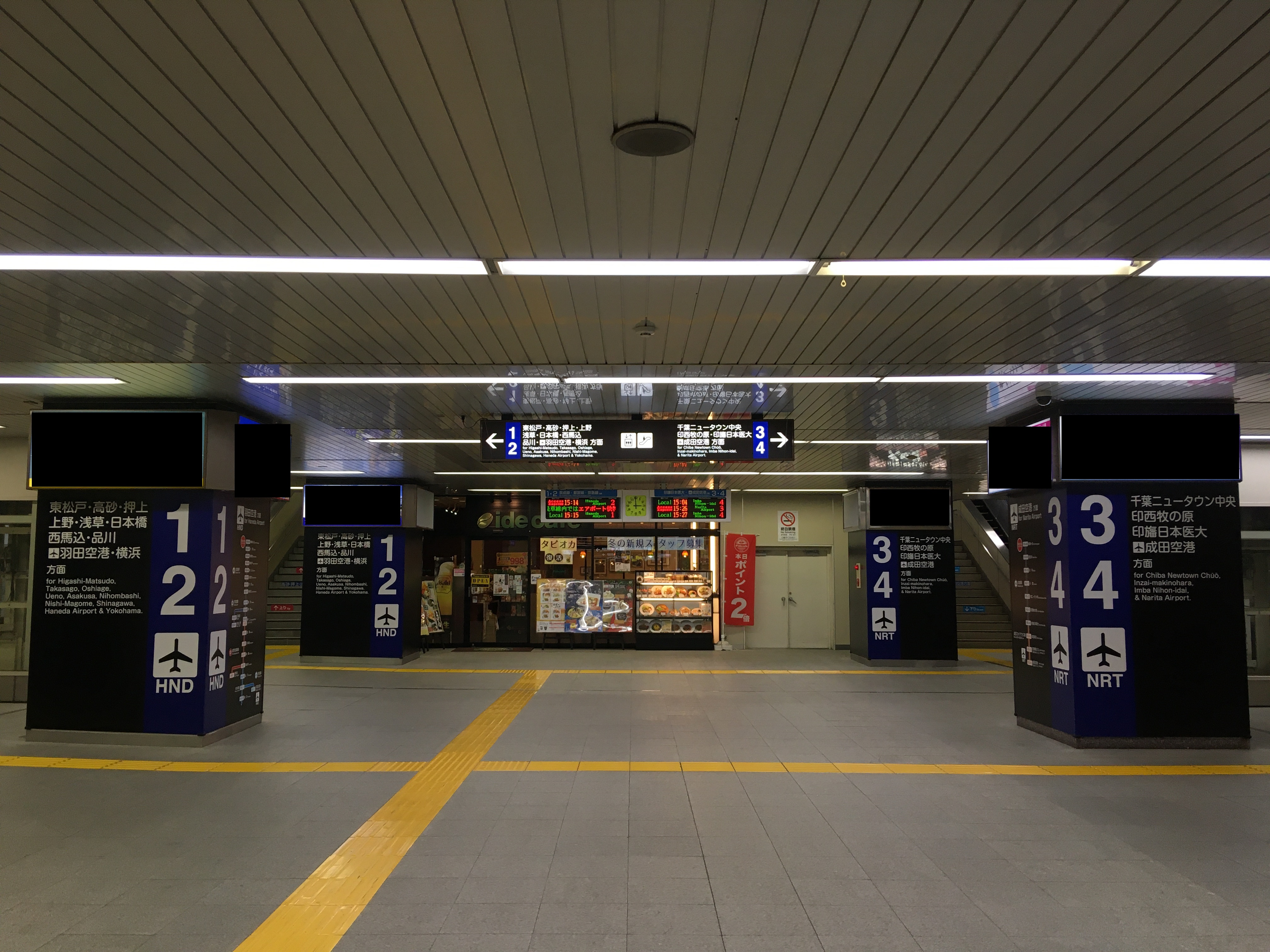
車站大堂1、2號月台導覽顯示羽田機場的3字母編號（日语：3レターコード）「HND」 3、4號月台導覽顯示成田機場的「NRT」（2019年11月3日）

### 京成電鐵（松戶線）
本站是新京成線（后来的松戶線）唯一在平成時代開設的車站。
月台由地面1面1線與高架1面1線組成。檢票口等站房設備與北總鐵道共用，剪票業務也委託北總鐵道管理。
京成電鐵設有可發售、儲值PASMO的定期券售票機（北總鐵道的定期券售票處無法購入新京成單獨定期券）。新京成線各站乘車券、回數券可在北總鐵道售票機購入（無法購入松戶線其它車站發售的經京成津田沼站往京成線各站（本站僅可購入經北總線京成高砂站往京成線車票）、經北習志野站往東葉高速線與JR線的連絡乘車券）。
開業時為地面相對式月台2面2線構造。因應高架化工程，2014年2月22日在臨時線啟用臨時島式月台，設有地下通道連通站房與月台。2017年10月，下行線高架月台啟用，2018年4月完成站房與上行線地面月台的連絡階梯與斜坡，關閉地下通道。高架化工程完成後，本站將成為高架島式月台構造。
從本站步行前往前後的北初富站與初富站約需10分鐘左右。

#### 月台配置
| 月台 | 路線   | 方向 | 目的地                                   |
| ---- | ------ | ---- | ---------------------------------------- |
| 1    | 松戶線 | 下行 | 北習志野、新津田沼、京成津田沼、千葉方向 |
| 2    | 松戶線 | 上行 | 八柱、松戶方向                           |

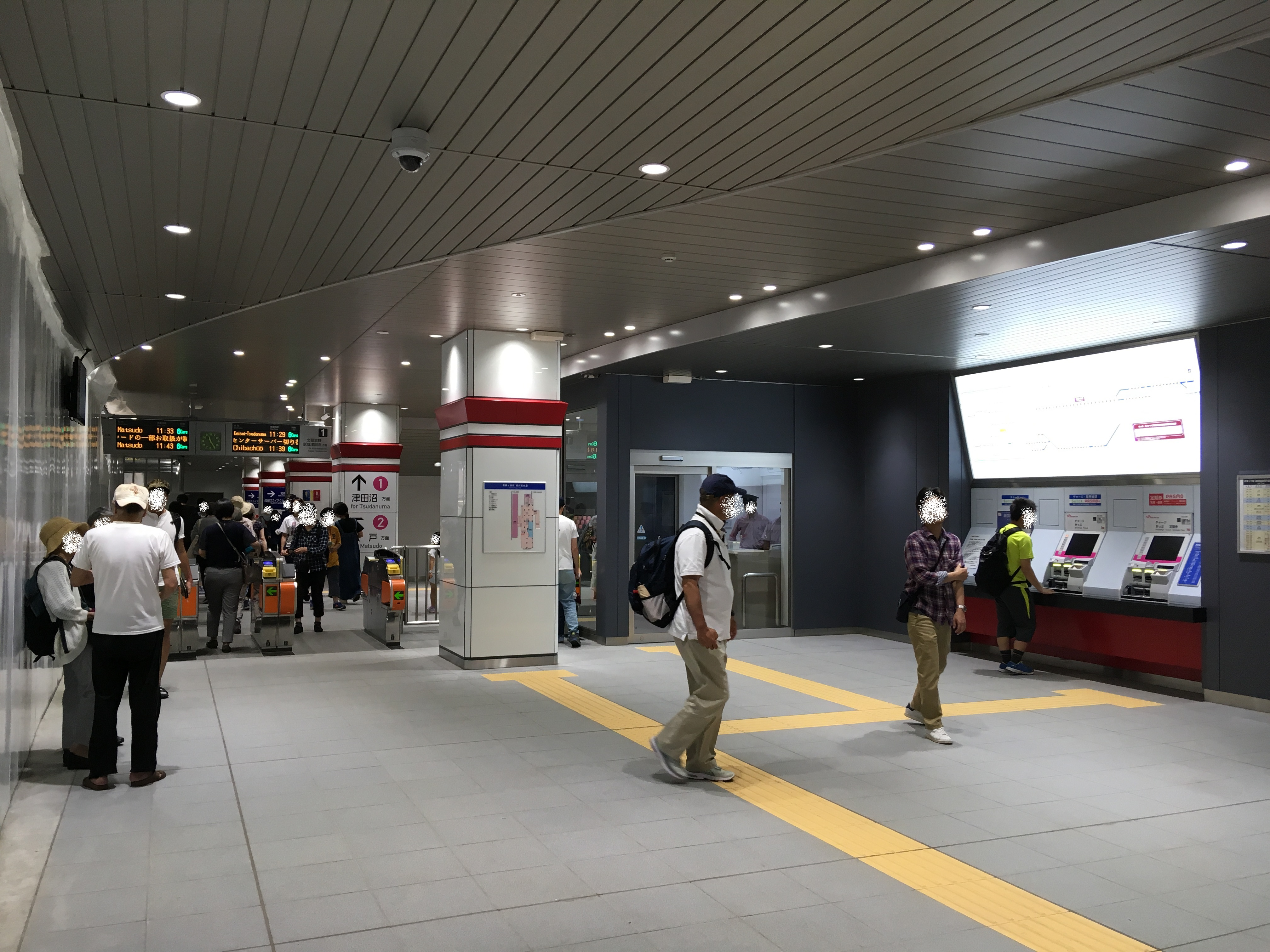
新京成閘口（2019年6月16日）
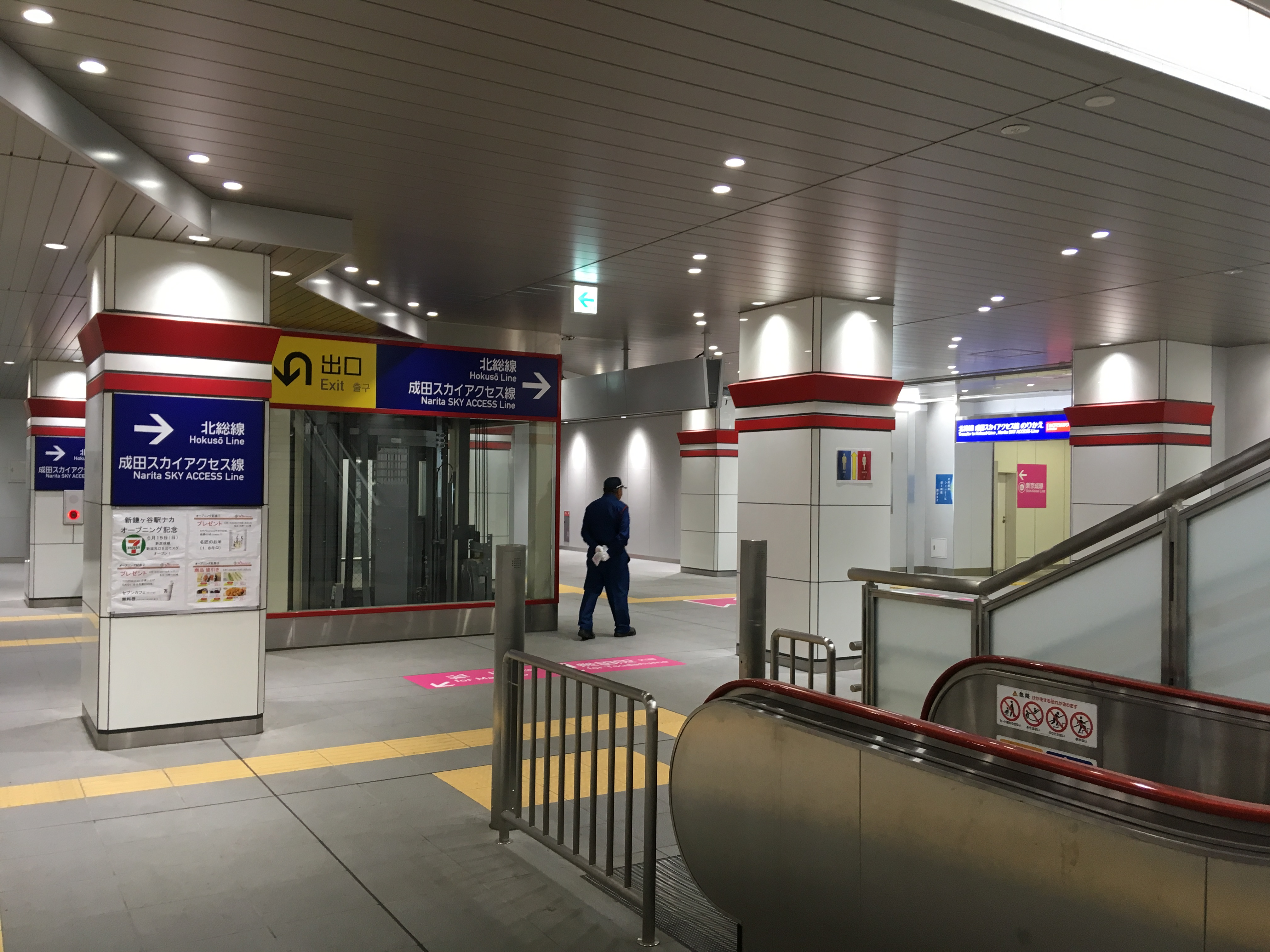
車站大堂（2019年6月16日）
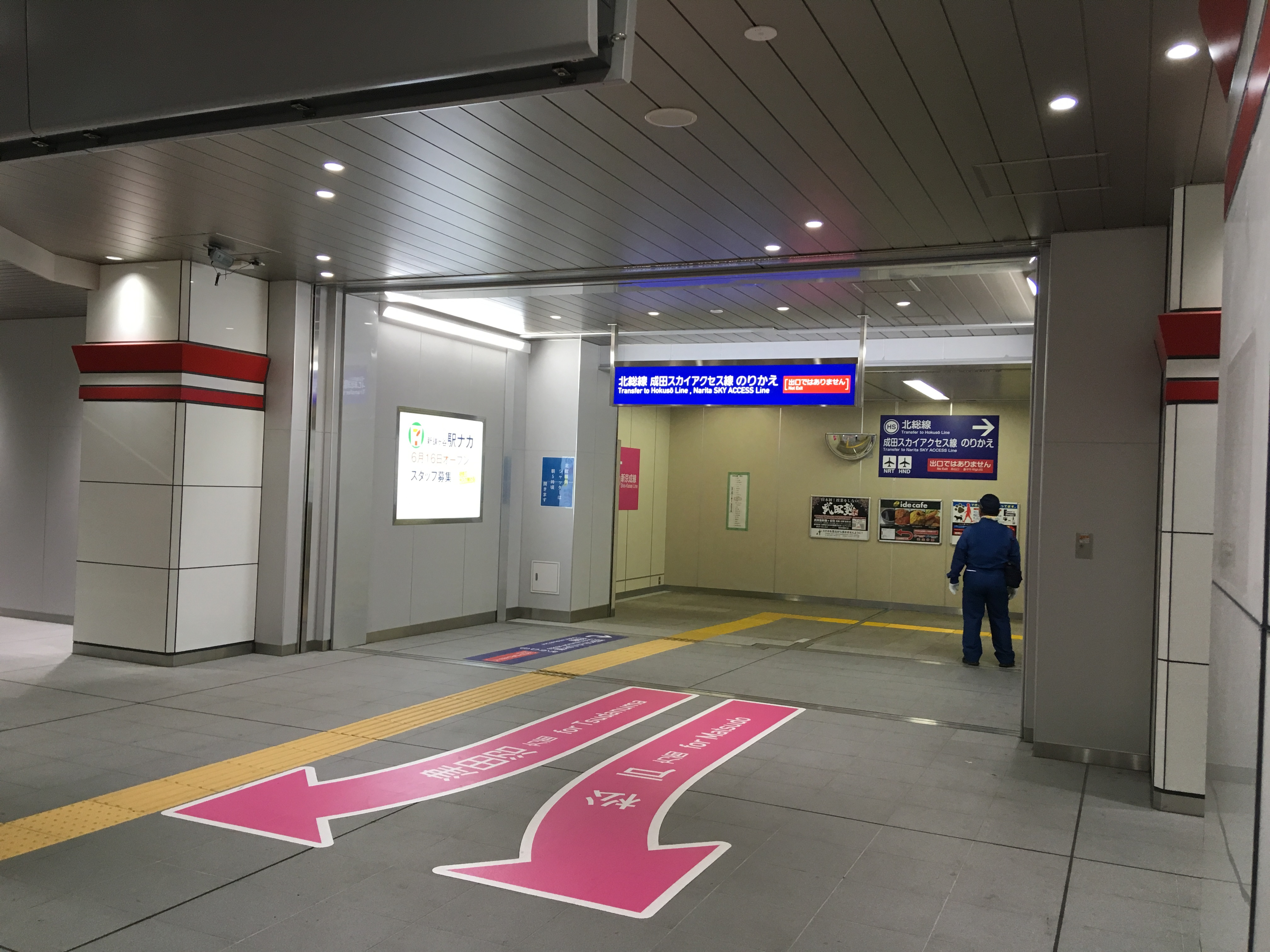
新京成線與北總線、成田機場線的聯絡通道口（2019年6月16日）※曾經此通道由地下通至地面站舍
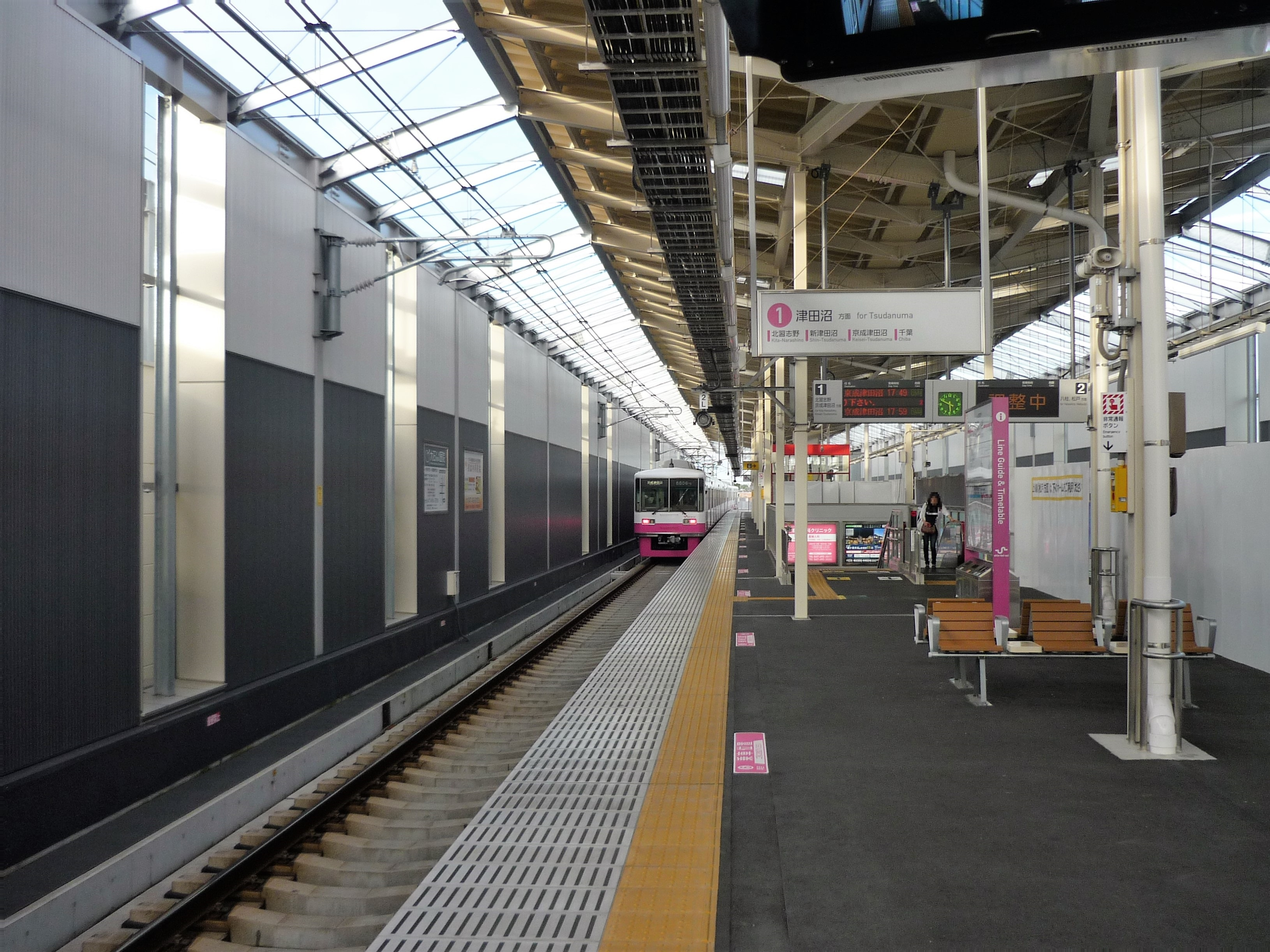
高架化的1號月台（2018年7月8日）
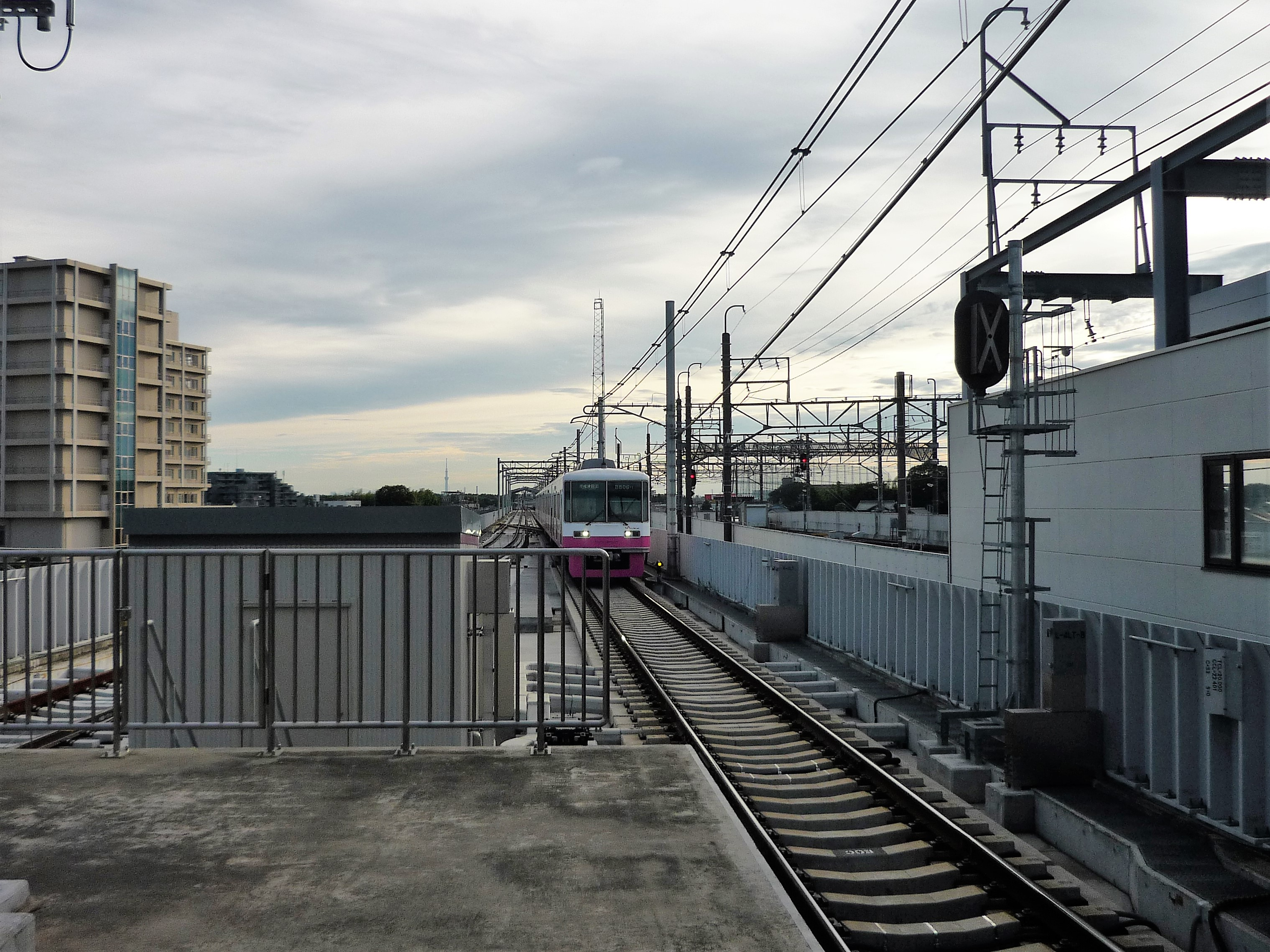
1號月台端起至松戶方向 中央後方可見北初富站（2018年7月8日）

### 東武鐵道
本站是相對式月台2面2線土塹式構造車站。站房為跨站式站房，站內設有斜坡與電梯、電扶梯等無障礙設施。
本站是東武鐵道第四新的車站，若是計入東京地下鐵管理的伊勢崎線押上站則是第五新的車站。也是東武鐵道最東邊的車站。

### 月台配置
| 月台 | 路線           | 方向 | 目的地                     |
| ---- | -------------- | ---- | -------------------------- |
| 1    | 東武都市公園線 | 上行 | 六實、柏、春日部、大宮方向 |
| 2    | 東武都市公園線 | 下行 | 船橋方向                   |

#### 發車音樂
2008年7月28日開始導入發車音樂。最初是使用與流山大鷹之森站及春日部站一樣的音樂，2009年2月26日起採用二軍設於鎌谷市的北海道日本火腿鬥士《鬥士讚歌》。

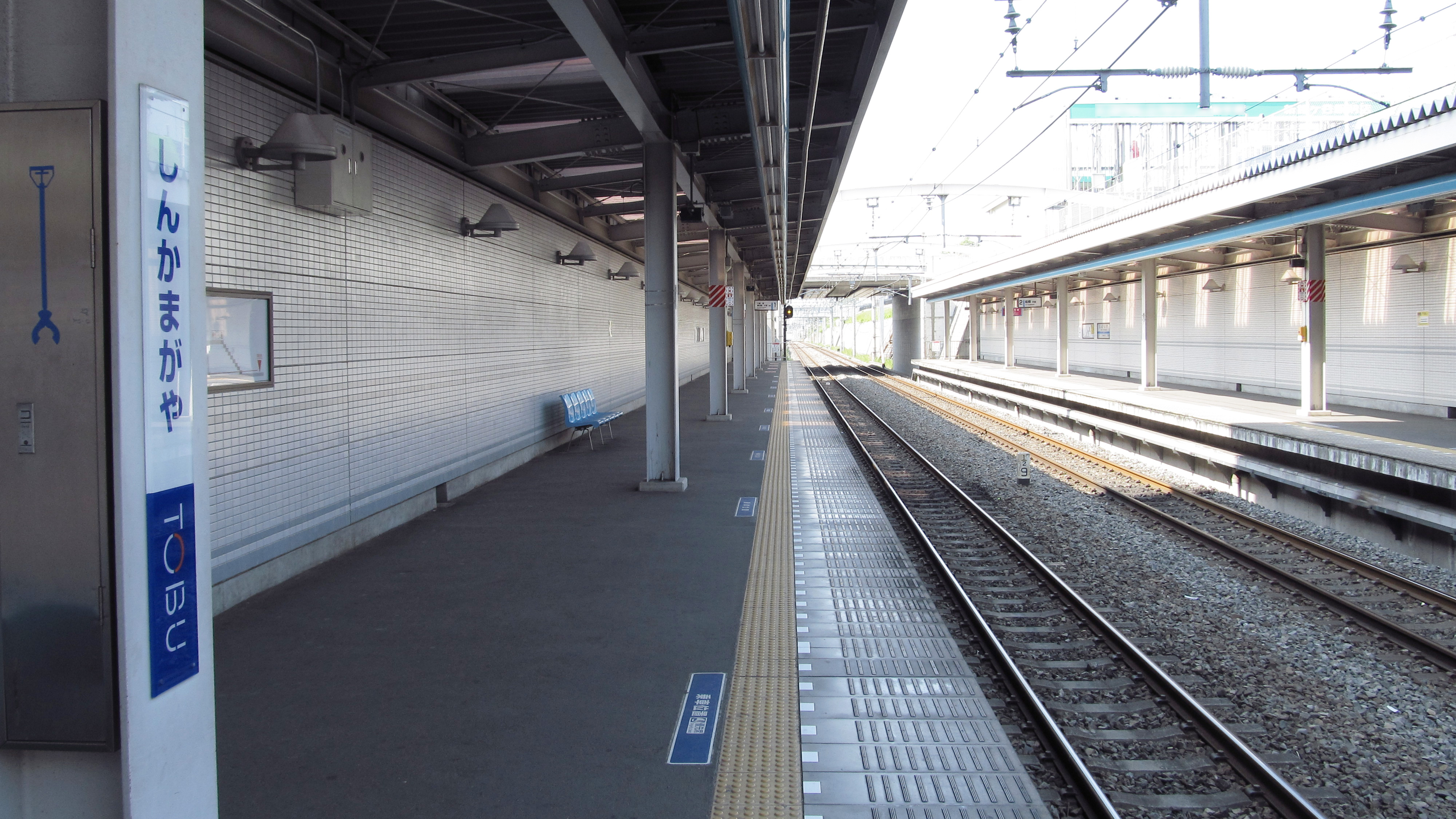
東武線月台（2013年5月）

## 使用情況
- 北總鐵道 - 2016年度1日平均上下車人次為21,737人，在北總線內僅次於千葉新城中央站排行第2位[10]。
- 京成電鐵 - 2017年度1日平均上下車人次為4,476人[注釋 1]，京成線內排行第57位。
- 新京成電鐵（当时） - 2017年度1日平均上下車人次為34,156人，新京成線內排行第6位[注釋 2]。
- 東武鐵道 - 2017年度1日平均上下車人次為40,389人，野田線內排行第6位[注釋 3]，也是船橋與柏之間使用人次最多的中間站。

4間公司合計的2016年度一日平均上下車人次為99,397人。
開業以後的1日上下、上車人次的推移如下表。
| 年度               | 北總鐵道           | 北總鐵道         | 京成電鐵           | 京成電鐵         | 新京成電鐵（当时） | 新京成電鐵（当时） | 東武鐵道           | 東武鐵道         |
| 年度               | 1日平均 上下車人次 | 1日平均 上車人次 | 1日平均 上下車人次 | 1日平均 上車人次 | 1日平均 上下車人次 | 1日平均 上車人次   | 1日平均 上下車人次 | 1日平均 上車人次 |
| ------------------ | ------------------ | ---------------- | ------------------ | ---------------- | ------------------ | ------------------ | ------------------ | ---------------- |
| 1990年（平成02年） |                    | 4,821            | 未開業             | 未開業           | 未開業             | 未開業             | 未開業             | 未開業           |
| 1991年（平成03年） |                    | 809              | 未開業             | 未開業           | 未開業             | 未開業             | 未開業             | 未開業           |
| 1992年（平成04年） |                    | 5,172            | 未開業             | 未開業           |                    | 6,503              | 未開業             | 未開業           |
| 1995年（平成07年） |                    | 8,675            | 未開業             | 未開業           |                    | 8,970              | 未開業             | 未開業           |
| 1998年（平成10年） |                    | 7,978            | 未開業             | 未開業           |                    | 8,565              | 未開業             | 未開業           |
| 1999年（平成11年） |                    | 7,947            | 未開業             | 未開業           |                    | 8,705              |                    | 10,881           |
| 2000年（平成12年） | 18,634             | 9,457            | 未開業             | 未開業           |                    | 10,335             | 16,221             | 8,294            |
| 2001年（平成13年） |                    | 9,576            | 未開業             | 未開業           |                    | 10,768             | 19,414             | 9,744            |
| 2002年（平成14年） |                    | 9,667            | 未開業             | 未開業           |                    | 10,983             | 21,159             | 10,656           |
| 2003年（平成15年） |                    | 9,634            | 未開業             | 未開業           |                    | 11,199             | 22,276             | 11,254           |
| 2004年（平成16年） |                    | 9,757            | 未開業             | 未開業           |                    | 11,951             | 23,871             | 12,258           |
| 2005年（平成17年） |                    | 10,073           | 未開業             | 未開業           |                    | 12,219             | 25,602             | 13,168           |
| 2006年（平成18年） | 20,834             | 10,549           | 未開業             | 未開業           | 24,504             | 13,088             | 27,826             | 14,360           |
| 2007年（平成19年） | 22,444             | 11,336           | 未開業             | 未開業           | 26,902             | 14,196             | 30,361             | 15,578           |
| 2008年（平成20年） | 22,798             | 11,523           | 未開業             | 未開業           | 27,993             | 14,571             | 32,139             | 16,380           |
| 2009年（平成21年） | 22,732             | 11,483           | 未開業             | 未開業           | 28,618             | 14,778             | 33,144             | 16,839           |
| 2010年（平成22年） | 23,614             | 11,807           |                    | 1,781            | 29,622             | 15,214             | 34,315             | 17,379           |
| 2011年（平成23年） | 23,938             | 12,105           | 3,602              | 1,843            | 29,952             | 15,267             | 35,729             | 17,846           |
| 2012年（平成24年） | 24,750             | 12,515           | 3,876              | 1,981            | 31,131             | 15,849             | 37,463             | 18,701           |
| 2013年（平成25年） | 21,671             | 10,967           | 4,137              | 2,116            | 32,235             | 16,359             | 38,525             | 19,231           |
| 2014年（平成26年） | 21,442             | 10,721           | 4,024              | 2,056            | 32,282             | 16,318             | 38,217             | 19,063           |
| 2015年（平成27年） | 21,411             | 10,838           | 4,134              | 2,103            | 32,940             | 16,602             | 39,133             | 19,520           |
| 2016年（平成28年） | 21,737             | 10,995           | 4,356              | 2,211            | 33,530             | 16,867             | 39,774             | 19,806           |
| 2017年（平成29年） |                    |                  | 4,476              |                  | 34,156             |                    | 40,389             |                  |

備註
1. ↑  1991年3月31日開業。開業日的上車人次。
2. ↑  1992年7月8日開業。開業日至翌年3月31日的統計資料。
3. ↑  1999年11月25日開業。開業日至翌年3月31的統計資料。
4. ↑  2010年7月17日開業。開業日至翌年3月31日的統計資料。

## 車站周邊

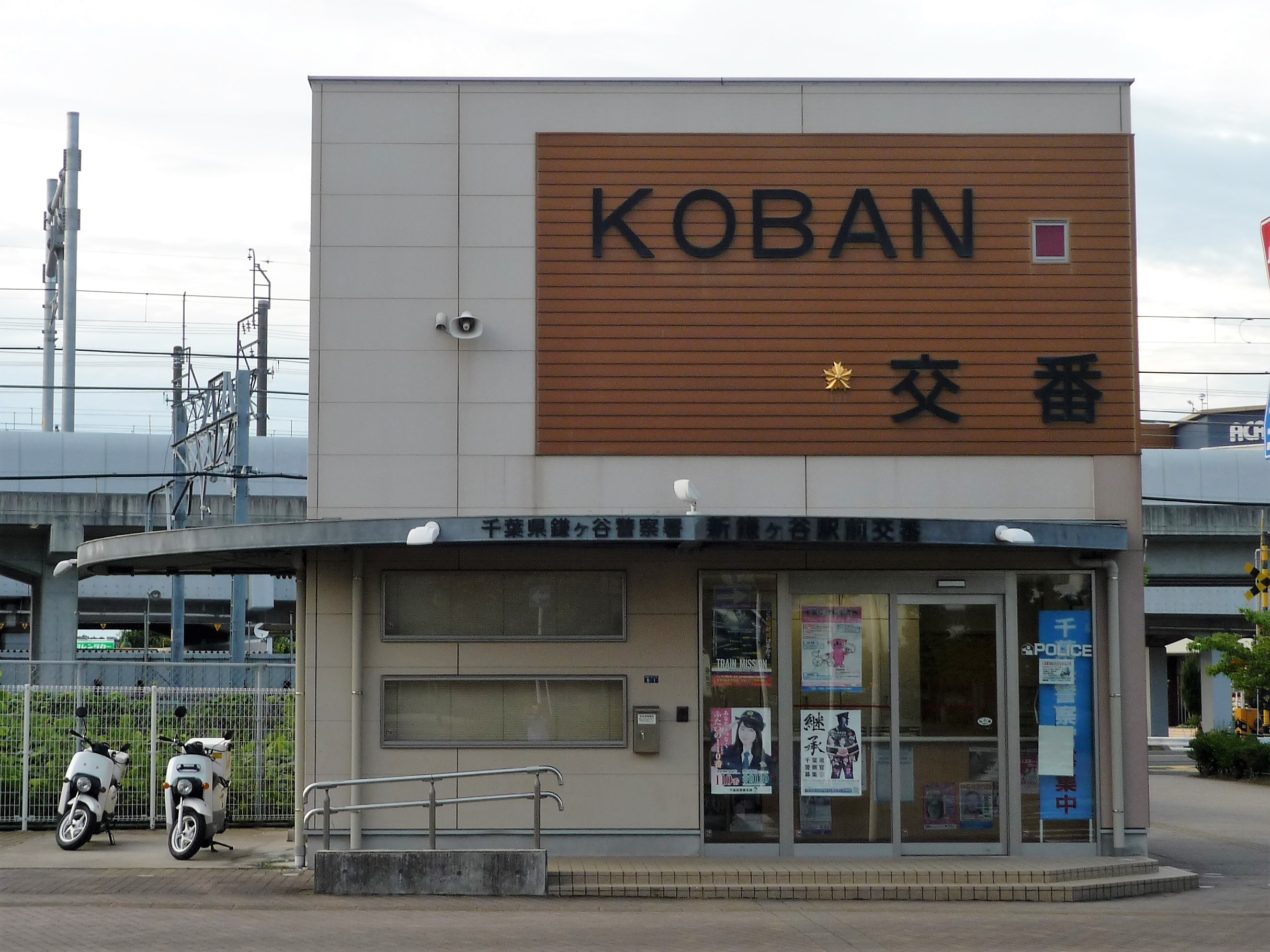
鎌谷警察署新鎌谷站前交番（2018年7月8日）

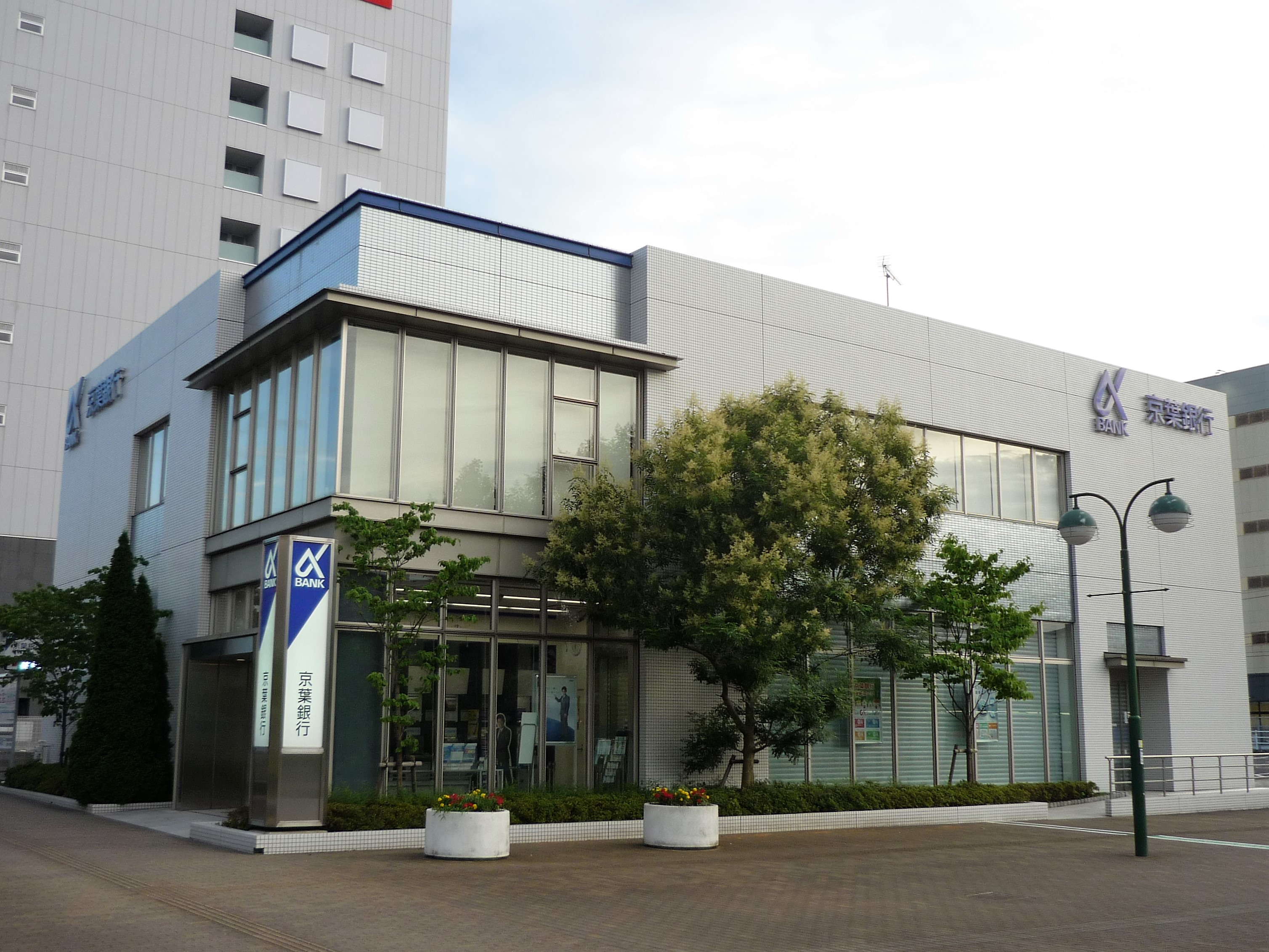
京葉銀行新鎌谷支店（2018年7月8日）

本站過去並不在市區內，周邊多為農地與梨園，除了稍遠處的市役所廳舍，沒有其他重要建築與設施。2000年代起周邊開始開發，加上2004年以後大型購物中心於站前開幕，逐漸展現與過去不同的風貌。
車站周邊在以前稱作「初富」，2008年2月25日實施住居表示，新式「新鎌谷一丁目」、「新鎌谷二丁目」、「新鎌谷三丁目」、「新鎌谷四丁目」，站名成為正式地名。

### 主要設施
- 永旺鎌谷購物中心（日语：イオン鎌ケ谷ショッピングセンター）
- ACROSS MALL新鎌谷（日语：アクロスモール新鎌ヶ谷）
- 東橫INN千葉新鎌谷站前
- 鎌谷市役所
- 鎌谷警察署（日语：鎌ケ谷警察署）
- 鎌谷消防署（日语：鎌ケ谷市消防本部）
- 鎌谷綜合醫院
- 北總鐵道本社
- 藥的福太郎（日语：くすりの福太郎）本社
- 鎌谷市立第三中學校（日语：鎌ケ谷市立第三中学校）
- 初富稻荷神社（日语：初富稲荷神社）
- 千葉縣立鎌谷西高等學校（日语：千葉県立鎌ケ谷西高等学校）
- PC DEPOT（日语：PC DEPOT）

周邊還有多間梨園。

### 巴士路線

#### 路線巴士
站前廣場主要以往白井市方向的路線巴士為主。
- 千葉彩虹巴士（日语：ちばレインボーバス）
  - 西白井線：往白井工業團地、白井車庫、SEVEN PARK ARIO柏（日语：セブンパーク アリオ柏） - 1號乘車處
  - 鎌谷線：往白井站、白井車庫 - 2號乘車處
  - 鎌谷線：往鎌谷市役所 - 3號乘車處
  - 高花線：往千葉新城中央車站、高花　※ 周六日運行
- 船橋新京成巴士（日语：船橋新京成バス）
  - 船01：往鎌谷大佛（平日深夜2班）
  - 往鬥士球場（直通） ※ 僅東部聯盟賽期運行

#### 社區巴士
- 鎌谷市社區巴士「桔梗號（日语：ききょう号）」
  - 桔梗南線：往鎌谷大佛站
  - 桔梗西線：東武鎌谷站、鬥士鎮方向 / 往鎌谷市役所
  - 桔梗東線：往清爽廣場輕井澤 / 往鎌谷市役所
  - 桔梗東線2：粟野社區中心、北部公民館方向
- 白井市循環巴士「ナッシー號（日语：白井市循環バス）」
  - 西線：往鎌谷綜合醫院 / 經西白井站、七次往白井市役所
- 生活巴士ちばにう（鎌谷觀光巴士（日语：鎌ヶ谷観光バス））
  - 直行：往千葉新城中央車站北口 ※ 僅周一至周五（含假日）
  - 北環狀線：往千葉新城中央車站北口 ※ 周六日也運行

#### 深夜急行巴士
- 成田空港交通（日语：成田空港交通）
  - 成田空港交通：經京成成田站往成田機場[13] ※ 每日運行
    - 本站可上車前往京成成田站或成田機場
- 平和交通巴士
  - 千葉新城線：銀座站（數寄屋橋）往印旛日本醫大
    - 本站僅能下車

## 其他
- 東武野田線站房檢票口前的告示板會展示每年北海道日本火腿鬥士新人選手的手印。
- 車站位於東經140度上，站前有140度標示線[14]。
- 過去都營地下鐵新宿線曾研究從本八幡站延伸至本站，但由於千葉新城事業規模縮小與建設費增加等因素，計畫凍結。之後與市川市及鎌谷市共同研擬「東京10號線延伸新線」，但在2013年（平成25年）9月3日檢散檢討委員會，計畫終止[15]。
- 北總線過去曾有一班本站始發與一班本站終點列車，但在2010年7月17日改點時改至矢切起訖。以前午間時段有本站至 千葉新城中央間的區間列車。
- 在9月舉行的下總航空基地（日语：下総航空基地）開設紀念活動時，本站有開設免費接駁巴士。

### 北總鐵道、京成電鐵

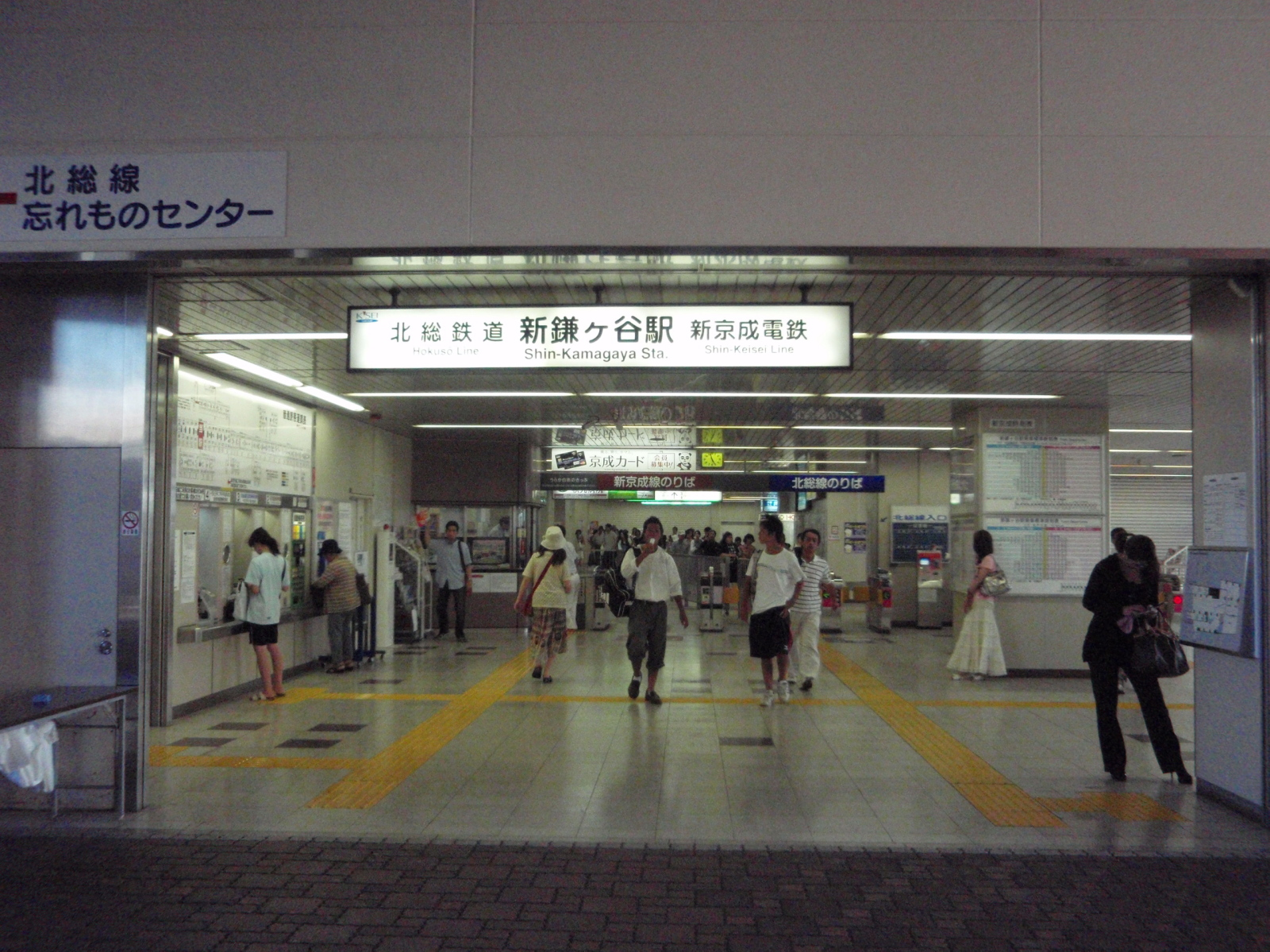
新京成線（左）與北總線、京成成田機場線（右）閘口共同使用時（2011年10月10日）

### 京成電鐵（松戶線）

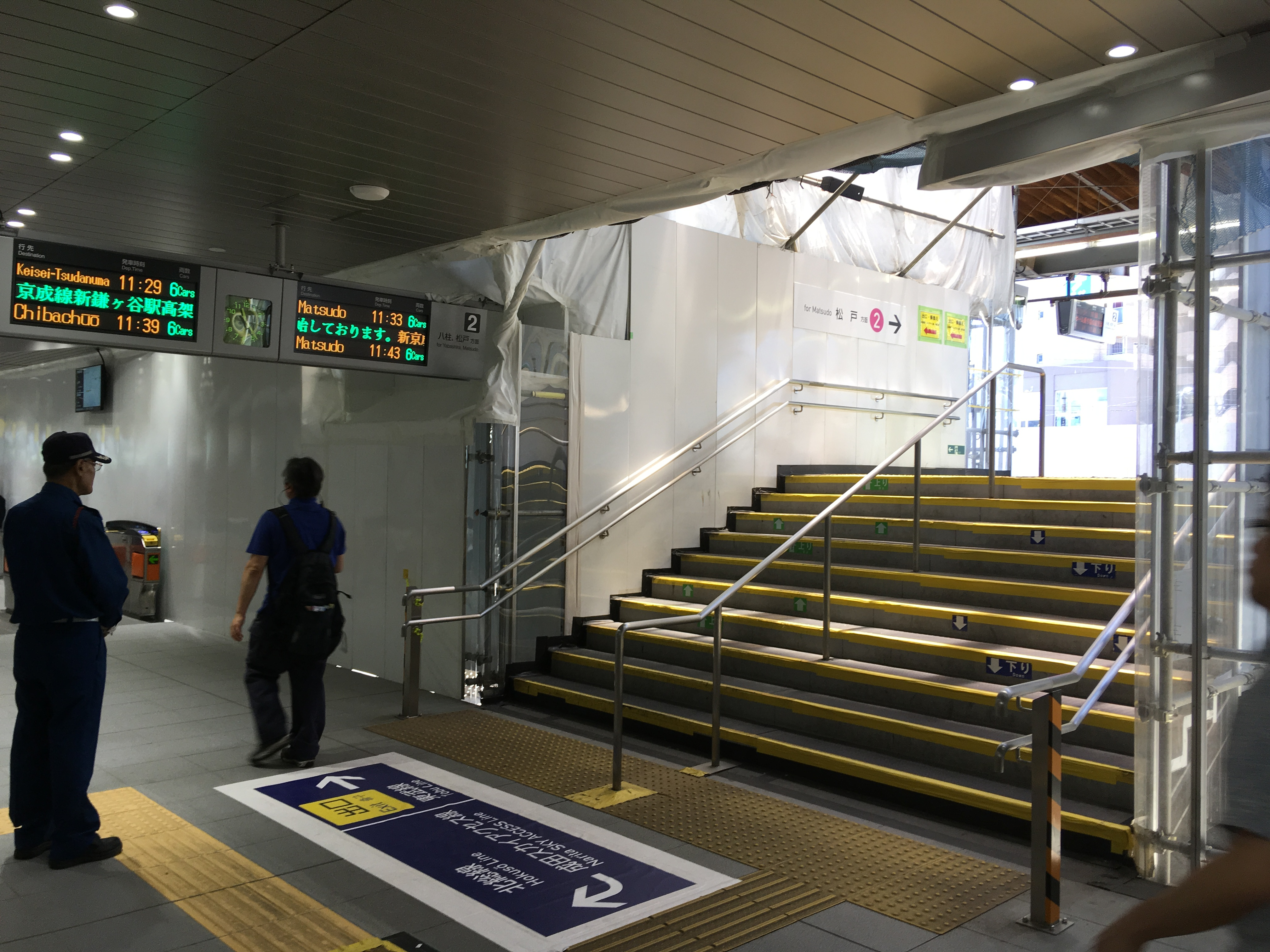
已關閉新京成線地面臨時月台聯絡通道（2019年6月16日）
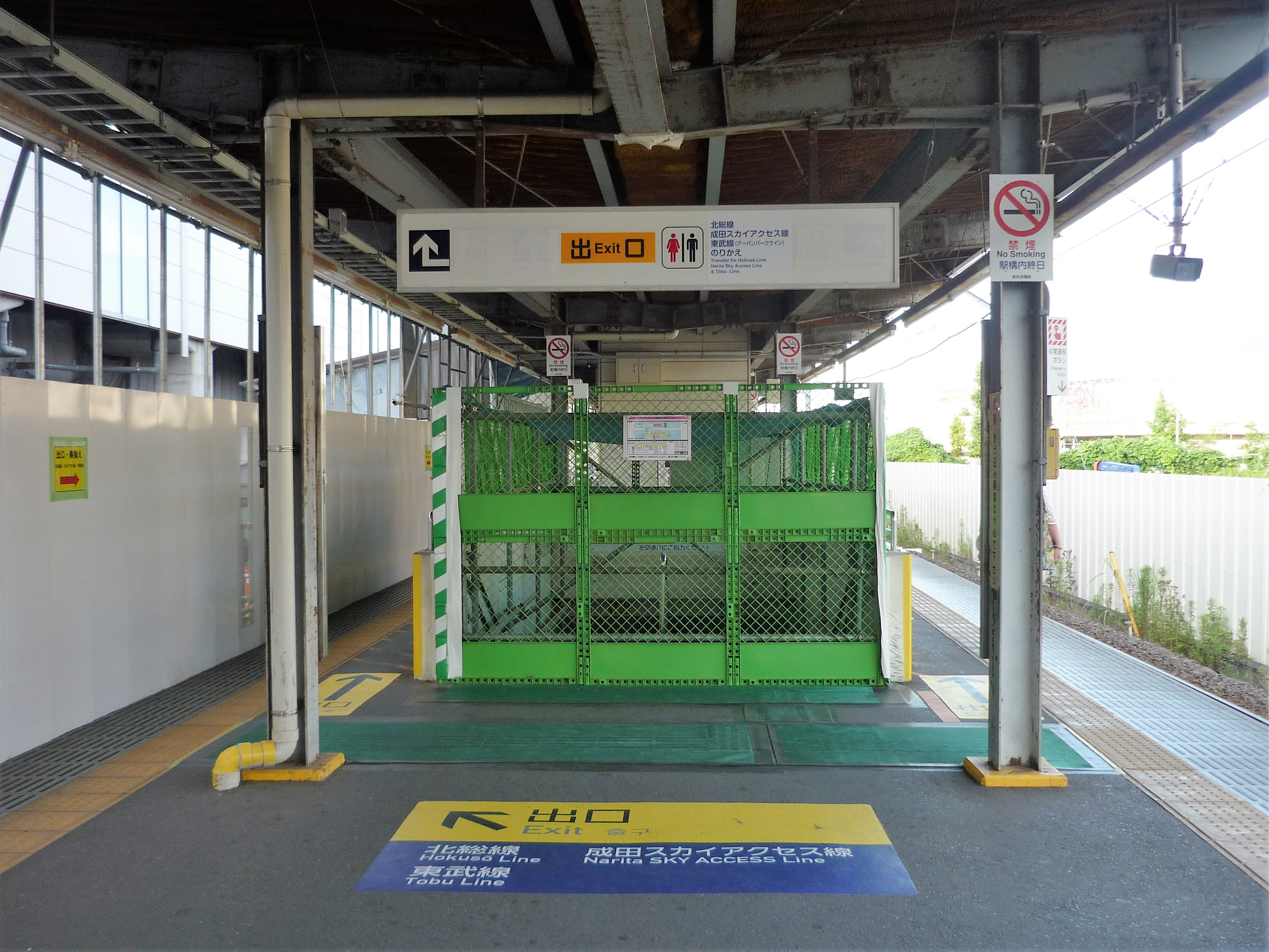
已關閉的新京成線地下聯絡通道（2018年7月8日）
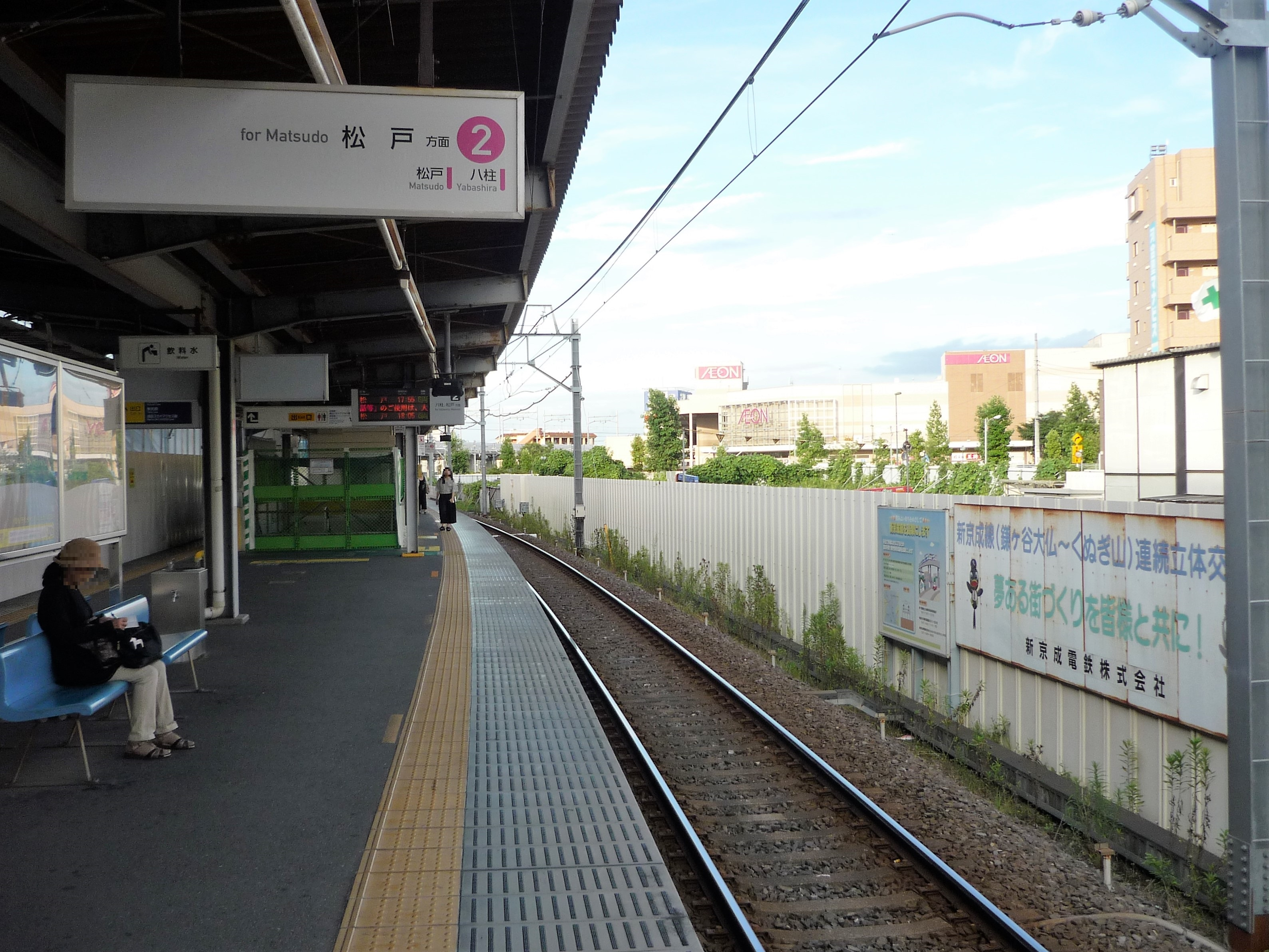
新京成線地面月台（臨時線上）2號月台（2018年7月8日）
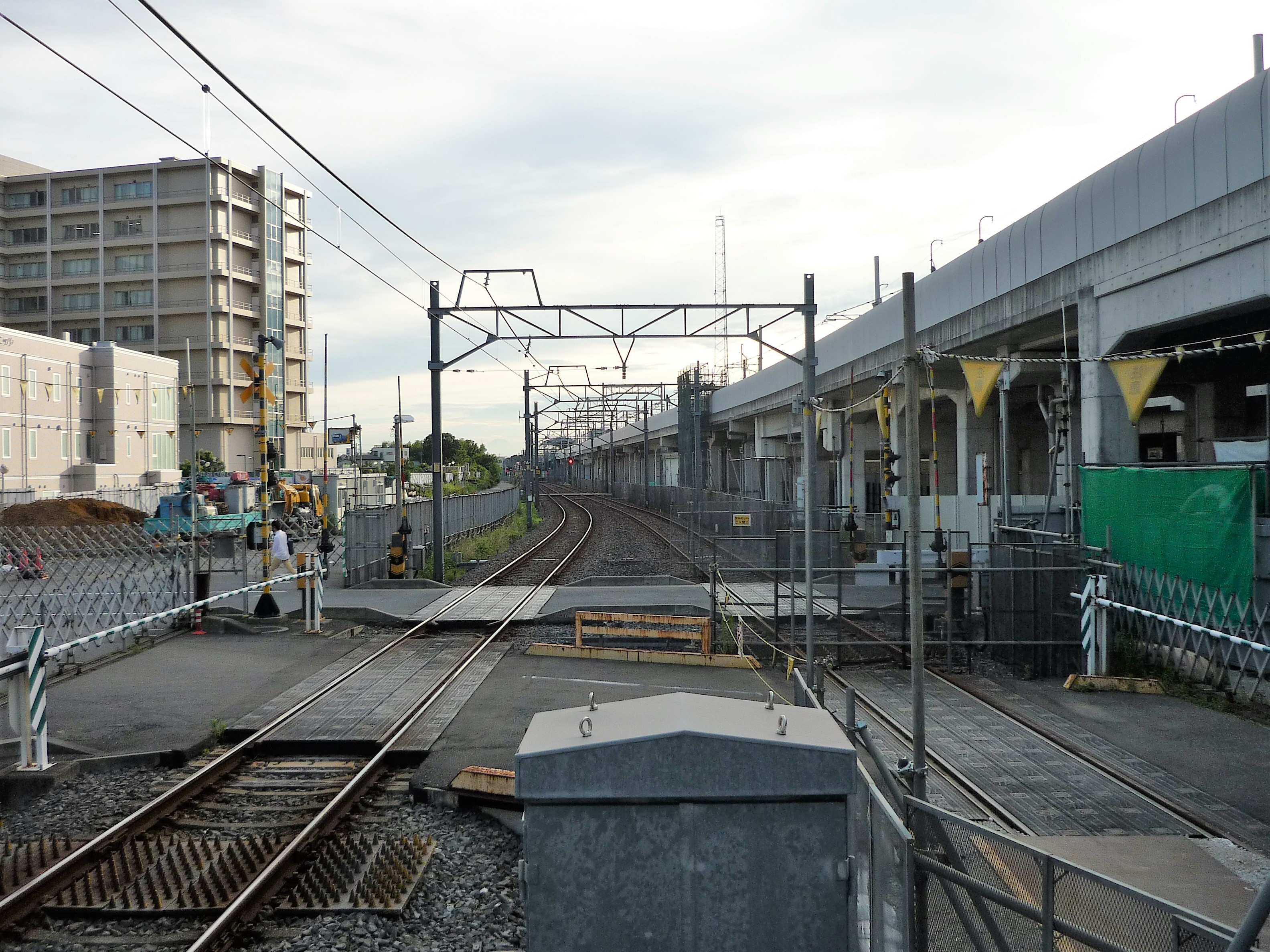
新京成線2號月台地面月台端起往松戶方向（2018年7月8日）

## 相鄰車站
北總鐵道、 京成電鐵
 北總線、 成田Sky Access線
■Access特急
東松戶（HS05）－新鎌谷（HS08）－千葉新城中央（HS12）
■特急、■急行（西白井方向自此站起各站停車。急行只限下行）
東松戶（HS05）－新鎌谷（HS08）－西白井（HS09）
■普通
大町（HS07）－新鎌谷（HS08）－西白井（HS09）
※東行至西白井站位於白井市，但途中通過柏市。
 京成電鐵
 松戶線
北初富（KS79）－新鎌谷（KS78）－初富（KS77）
 東武鐵道
 東武都市公園線
■急行、■普通
六實（TD 29）－新鎌谷（TD 30）－鎌谷（TD 31）

## 外部連結
- 新鎌谷站 （页面存档备份，存于） - 北總鐵道
- 新鎌谷｜電車與車站資訊｜京成電鐵
- 新鎌谷（車站資訊） - 東武鐵道